# 白河地方広域市町村圏整備組合
白河地方広域市町村圏整備組合（しらかわちほうこういきしちょうそんけんせいびくみあい）は、福島県白河市、西白河郡矢吹町、西郷村、泉崎村、中島村、東白川郡棚倉町、矢祭町、塙町及び鮫川村の1市4町4村が設立している一部事務組合。

## 概要

### 事務所
- 福島県白河市立石山15番地1

### 主な事務内容
- 組合市町村との連絡調整に関すること。
- 消防に関すること（消防団に関することを除く）
- 救急医療運営費補助事業に関すること。
- 介護保険法（平成9年法律第123号）第27条から第35条まで及び第37条に規定する介護認定審査会の設置及び運営並びにそれに必要な業務に関すること。
- 障害者の日常生活及び社会生活を総合的に支援するための法律（平成17年法律第123号）に基づく介護給付費等の支給に関する審査会の設置及び運営並びにそれに必要な業務に関すること。
- 情報通信ネットワークの整備及び管理並びに情報センターの設置及び運営管理に関すること（白河市、矢吹町、中島村、棚倉町、矢祭町、塙町及び鮫川村に限る。）。
- 廃棄物処理施設の設置及び運営管理に関すること（白河市、矢吹町、西郷村、泉崎村及び中島村に限る。）。
- 水道用水供給施設の設置及び経営に関すること（白河市、矢吹町、西郷村、泉崎村、中島村及び棚倉町に限る。）。
- 地方税法（昭和25年法律第226号）の規定に基づき、組合市町村が賦課徴収することとされている地方税に係る滞納事案のうち、組合市町村の長との協議により組合が処理することとなった事案に係る滞納整理に関すること。

### 組織
- 組合議会
  - 議員定数：20人（白河市4人、矢吹町2名、西郷村2名、泉崎村2名、中島村2名、棚倉町2名、矢祭町2名、塙町2名、鮫川村2名）
- 執行機関
  - 管理者：1人（組合市町村の長の互選とする。）
  - 副管理者：8人（管理者以外の組合市町村の長をもって充てる。そのうち、西白河地方町村会会長の職にある副管理者と東白川地方町村会会長の職にある副管理者の計2名を代表副管理者とする。）
  - 会計管理者：1人（白河市の会計管理者をもってこれに充てる。）
  - 監査委員：2人（管理者が組合の議会の同意を得て、組合議員及び識見を有する者のうちから、それぞれ1人を選任する。）

## 常備消防事務

### 概要
- 消防本部：白河市立石山15番地1
- 管内面積：1233.08km2
- 職員数：197人
- 消防署3カ所、分署8カ所

- 主力機械2024年4月1日
  - 消防ポンプ自動車：11 (うち小型水槽付消防ポンプ自動車1台)
  - 水槽付消防ポンプ自動車：3
  - 化学消防ポンプ自動車：1
  - はしご付消防自動車：1
  - 救助工作車：1
  - 救急自動車：12
  - 指揮車：2
  - 指令車：1
  - 資器材搬送車：1
  - 連絡車：2
  - 広報車：1
  - 防火広報車：9

### 沿革
- 1949年8月1日 白河市消防本部・消防署が開庁する。
- 1969年9月1日 新たな消防庁舎に移転し業務を開始する。
- 1970年9月1日 白河市・西白河郡矢吹町・西郷村・表郷村・東村・中島村・泉崎村及び大信村の1市1町6村による白河地方広域市町村圏整備組合が発足する。
- 1971年
  - 1月1日 東白川郡棚倉町・矢祭町・塙町及び鮫川村の3町1村が加入し構成自治体数が1市4町7村となる。
  - 4月1日 白河地方広域市町村圏消防本部・消防署が発足し業務を開始する。
- 1972年4月1日 西郷分署・矢吹分署・東分署・棚倉分署・塙矢祭分署及び鮫川出張所の5分署1出張所が開庁する。
- 1975年4月1日 表郷出張所が開庁する。
- 1979年4月1日 白河消防署棚倉分署が棚倉消防署に昇格、鮫川出張所・表郷出張所がそれぞれ分署に昇格し、白河消防署の管轄区域であった塙矢祭分署・鮫川分署が棚倉消防署の管轄となる。大信救急分遣所及び矢祭救急分遣所が開庁する。
- 1980年4月1日 白河消防署矢吹分署が矢吹消防署に昇格するとともに、白河消防署の管轄区域であった東分署が矢吹消防署の管轄となる。
- 1986年10月18日 消防本部及び白河消防署が新庁舎に移転して業務を開始する。
- 1987年4月1日 矢吹消防署泉崎中島分遣所を新設、大信救急分遣所及び矢祭救急分遣所がそれぞれ大信分遣所・矢祭分署に昇格する。棚倉消防署塙矢祭分署が棚倉消防署塙分署に改称する。
- 1994年4月1日 泉崎中島分遣所が泉崎中島分署に昇格する。
- 1994年3月30日 棚倉消防署が新庁舎に移転し業務を開始する。
- 1995年4月1日 大信分遣所が大信分署に昇格する。
- 2005年11月7日 白河市・表郷村・大信村及び東村が合併し新たな白河市が発足することに伴い東分署が矢吹消防署の管轄から白河消防署の管轄に変更される。
- 2012年3月22日 表郷分署庁舎が東日本大震災による被害を受けたため仮設庁舎にて業務を開始する。
- 2020年8月21日 矢吹消防署が矢吹町八幡町から同町鍋内の新庁舎へ移転

### 組織
- 本部－総務課、消防課、指令課
- 消防署

### 消防署
| 消防署     | 住所                                 | 分署 |
| ---------- | ------------------------------------ | --- |
| 白河消防署 | 白河市立石山15番地1                  | 西郷：西白河郡西郷村大字熊倉字折口原40番地 東：白河市東釜子字枇杷山28番地52 表郷：白河市表郷番沢字吉ノ目35番地2 大信：白河市大信下小屋字段ノ原29番地1 |
| 棚倉消防署 | 東白川郡棚倉町大字棚倉字舘ヶ丘73番地 | 塙：東白川郡塙町大字上石井字仲堀220番地 鮫川：東白川郡鮫川村大字赤坂中野字道少田13番地1 矢祭：東白川郡矢祭町大字小田川字春田1番地1                    |
| 矢吹消防署 | 西白河郡矢吹町鍋内25番地5            | 泉崎中島：西白河郡泉崎村大字北平山字下原12番地2 |

## 不祥事
- 2020年9月8日 - 矢吹消防署の男性消防士（45歳）が、須賀川市山寺町の市道で軽自動車を蛇行運転していたため、警察官に停止させられた。呼気から基準値を大幅に超えるアルコールを検出し、道交法違反（酒気帯び運転）で現行犯逮捕された[1][2]。